# Kopuła Arctowskiego

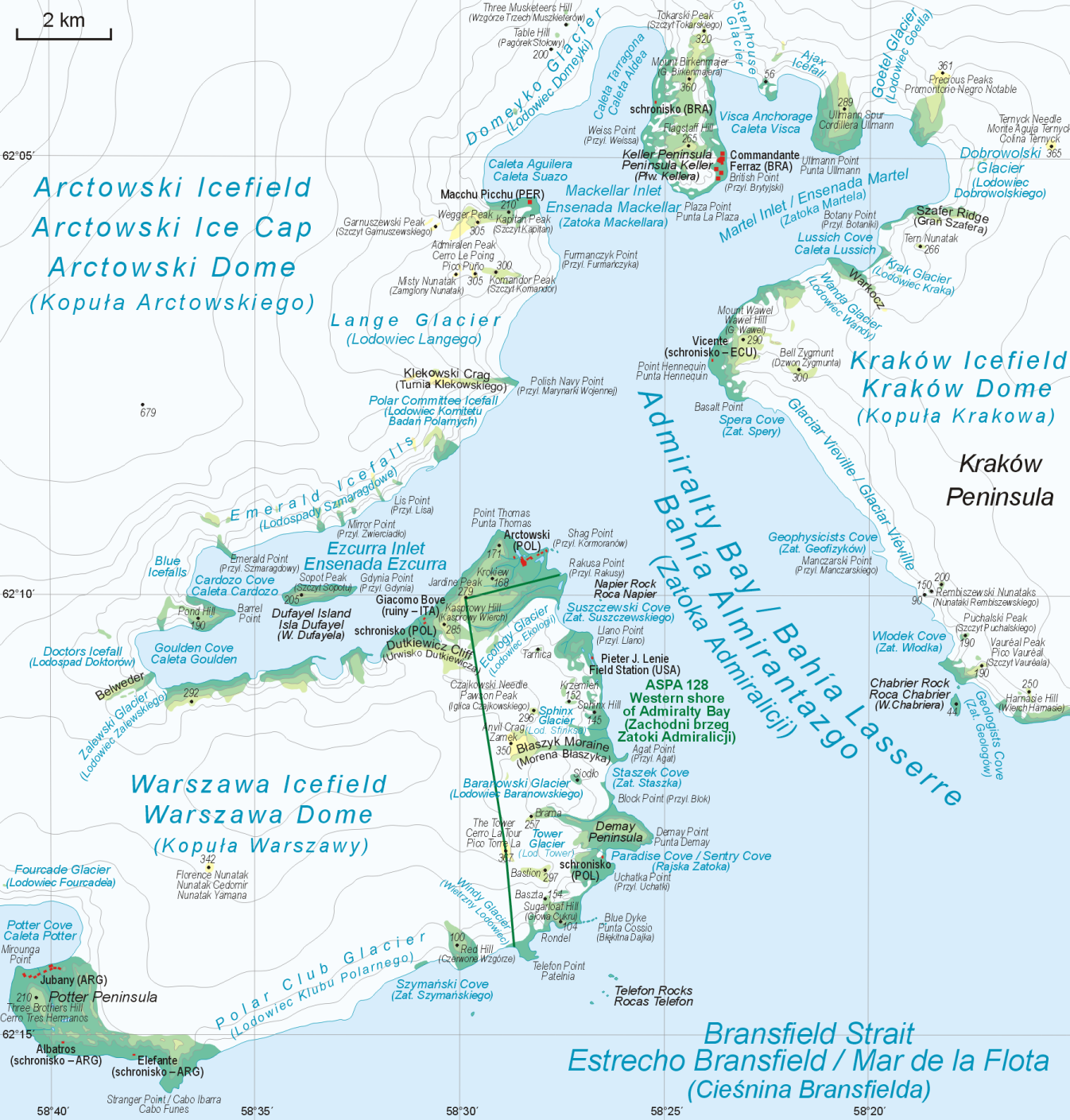
Fragment Kopuły Arctowskiego na mapie Zatoki Admiralicji

Kopuła Arctowskiego (ang. Arctowski Icefield a. Arctowski Dome) – lodowiec na Wyspie Króla Jerzego, nazwany przez Polską Ekspedycję Antarktyczną w 1980 roku na cześć Henryka Arctowskiego. Jest to główny lodowiec wyspy, rozciągający się przez całą jej długość - od Zatoki Maxwella po Destruction Bay. Od Kopuły Arctowskiego odchodzą inne lodowce, z których największe to Kopuła Warszawy i Kopuła Krakowa. 